# クズノチビタマムシ
クズノチビタマムシ（学名:Trachys auricollis）は、コウチュウ目タマムシ科に属する昆虫のうち、いわゆるチビタマムシというごく小型のものの一つである。小さいながらもタマムシであり、背面は金属光沢がある。餌がクズであるため、道ばたでもよく見ることが出来る。

## 特徴
体長は3-4mm、全体はやや扁平な倒卵形。頭は幅広く、両肩はややとがる。歩脚は短くて胴体の下に隠れている。全身がやや鈍い銅色で多少金属光沢がある。頭部と前胸の背面には金色の毛が密生しているのはこの種の特徴である。また、背中を覆う前翅には白っぽい不明瞭な波状の斑紋がある。

## 習性
成虫はクズの葉に止まっている。葉を食べる場合、必ず葉の縁から食べ始め、葉の中央に向かってジグザグと進みながら食べるので、その食痕は虫の体の幅ほどの溝が葉の縁から内側に向かって入り込む形となる。触れようとするとぽとりと落ちて、そうなると二度と見つからない。
幼虫は葉に潜って葉肉を食べる、いわゆる潜葉虫で、八月頃に羽化する。

## 生息環境
山間部や林野に近いところでクズの葉を食べる。虫は小さいので目立たないが、食痕が特徴的で、それを目当てに探すと簡単に見つけられる。

## 分布
本州、四国、九州、佐渡、屋久島、種子島に分布し、国外では台湾と中国の中南部から知られる。

## 近縁種等
非常に多い。いずれもよく似ており、しかも小さいから肉眼ではまず判断できない。食草に特異性があるから、野外で発見したときにはそれを頼りに区別がつく。この類ではもっとも普通なものの一つである。

## 利害
クズはたちの悪い雑草として扱われることが多いので、それをいくら食ってもどこからも文句は出ない。かといってクズに被害を与えるほどには食うわけではない。